# ويبمد
ويبمد (بالإنجليزية: WebMD)‏ وهي شركة أمريكية معروفة بخدمات النشر على شبكة الإنترنت وتقدم خدمات المعلومات المتعلقة بالصحة والحياة الجيدة.
أسسها جيمس كلارك وبافان نيغام تحت اسم هيلث سكيب (بالإنجليزية: Healthscape)‏ في عام 1996 ثم هيلثيون (بالإنجليزية: Healtheon)‏ والتي استحودث على ويبمد في عام 1999 لتكوين هيلثيون/ويبمد ليختصر الاسم لاحقا إلى ويبمد.

## روابط خارجية
- WebMD (موقع الشركة)
- WebMD Health (موقع الزبائن)
- Medscape (موقع الأطباء)
- MedicineNet (موقع MedicineNet)
- RxList (موقع الأدوية)
- eMedicineHealth (موقع الإسعافات الأولية والمعلومات الصحية للزبائن)
- Boots WebMD (موقع الزبائن في بريطانيا)
- WebMD Health Services (موقع البوابة الخاصة)